# Villa rustica (Flerzheim)
Die Villa rustica von Rheinbach-Flerzheim war ein römischer Gutshof (Villa rustica) aus dem 1. Jahrhundert n. Chr. nördlich des Ortsteils Flerzheim der Stadt Rheinbach im Rhein-Sieg-Kreis in Nordrhein-Westfalen.

## Geschichte
Die Gegend um Rheinbach diente zur Römerzeit im Hinterland des Bonner Legionslagers der Versorgung hier stationierter Truppen. So sind im heutigen Stadtgebiet römische Gutshöfe, sogenannte „villae rusticae“ nachgewiesen.
Um das Jahr 20 n. Chr., anderen Quellen zufolge ca. 100 n. Chr., wurde in der heutigen Gemarkung zu Rheinbach-Flerzheim eine villa rustica errichtet. Das Anwesen, nach heutigem Verständnis ein Gutshof oder Landgut, lag im Norden der späteren Gemeinde Flerzheim. Die Besitzung war bis 450 n. Chr. bewirtschaftet und wurde dann aufgegeben.
Die villa rustica besaß nach römischem Standard eine eigene Wasserleitung, eine Schmiede, eine Hofwaage und mehrere Brunnen. Ende des 2. Jahrhunderts wurde ein Bad an das Hauptgebäude angebaut, in dem ein Grabsteinfragment verbaut war, dessen Inschrift sich wahrscheinlich mit der „Familie der Secundinier“ in Verbindung bringen lässt.
Die Überreste der villa rustica wurden beim Kiesabbau nördlich von Flerzheim zufällig entdeckt und, mit Ausgrabungen beginnend 1975, dann zwischen 1979 und 1986 vom Rheinischen Amt für Bodendenkmalpflege vollständig freigelegt. Zwei Gräberfelder mit reichen Beigaben wie Goldschmuck, Prunkgläsern, Bernstein und Gagatobjekten wurden 1982 und 1985 geborgen. Sie datieren vom Ende des 2. Jahrhunderts bis in die 70er Jahre des 3. Jahrhunderts. Die kulturhistorisch interessanten Artefakte wurden im Landesmuseum Bonn archiviert und sind Bestandteile von Dauerausstellungen. Daneben wurden 19 Münzen aus dem beistehenden Gräberfeld gefunden. Neben ca. 335 Lesefunden von Münzen und 1900 weiteren aus dem Umfeld der nahen römischen Straßenstation ließ sich damit ein umfassendes Besiedlungsbild aus keltischer und römischer Zeit erstellen. Die Münzreihen bestätigen gleichzeitig die durch archäologische Befunde beobachtete vorrömische und frühkaiserzeitliche Belegung des Siedlungsplatzes. Aus den Münzen des Gräberfeldes um die villa rustica ließ sich auch ablesen, dass dieses nur zwischen etwa 150 bis 280 n. Chr. genutzt wurde.